# Парадокс (фільм, 2010)
«Парадокс» (Paradox) — науково-фантастичний телевізійний фільм 2010 року, знятий режисером Брентоном Спенсером і заснований на тритомному графічному романі Крістоса Гейджа.

## Про фільм
Детектив відділу вбивств Сін Нолт — поліцейський на паралельній Землі. Там технології працюють виключно за допомогою магії.
Шон розслідує дивовижну серію вбивств, скоєних за допомогою методу, якого він ніколи раніше не бачив: науки. За допомогою Ленор, представниці висміюваної субкультури «прагматиків», які вірять, що наука — це щось більше, ніж лише міфи та дитячі оповідання, і 130-річного чаклуна Вінстона Черчілля, Шон розкриває зловісну змову.
Це приведе його в інший вимір і до усвідомлення того, що, якщо він не завадить подіям, обидві землі цілком можуть бути знищені.

## Знімались
| Актор             | Роль      |
| ----------------- | --------- |
| Кевін Сорбо       | Сін Нолт  |
| Стеф Сонг         | Ленор     |
| Крістофер Джадж   | Папілло   |
| Алісен Даун       | Гелен     |
| Джеррі Вассерман  | Гілман    |
| Девід Річмонд-Пек | Еббетс    |
| Едріен Голмс      | Кріс Шарп |